# Emily Hagins

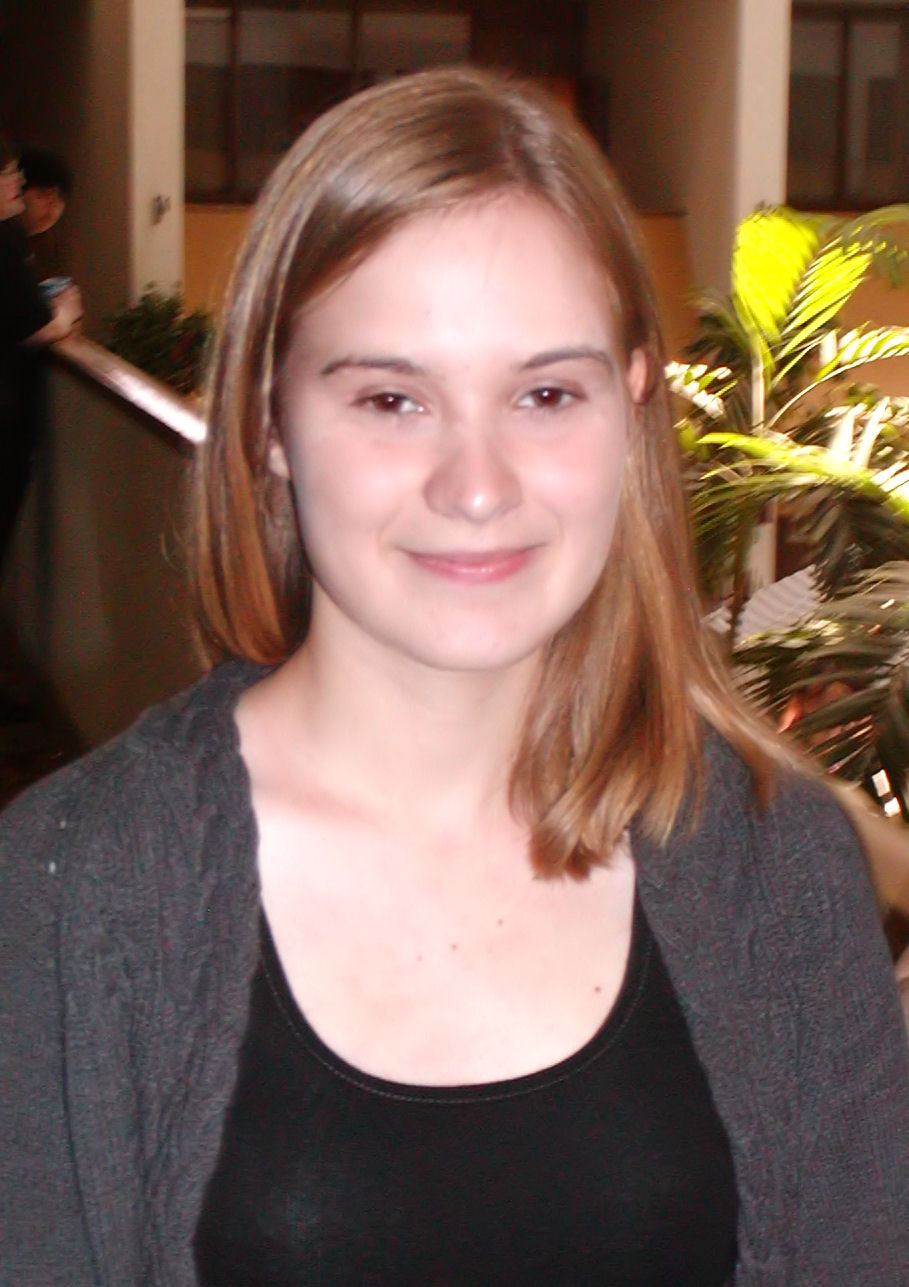
Emily Hagins (2008)

Emily Hagins (* 27. Oktober 1992 in Philadelphia, Pennsylvanien, Vereinigte Staaten) ist eine amerikanische Regisseurin und Drehbuchautorin. Im Alter von 12 Jahren führte sie Regie im Zombie-Film Pathogen.

## Biografie
Emily Hagins wurde am 27. Oktober 1992 in Philadelphia im US-Bundesstaat Pennsylvania geboren und zog 1993 nach Austin, Texas. Bereits als Kind interessierte sie sich fürs Filmemachen und drehte 8 Kurzfilme sowie eine Dokumentation über den Independent-Film Organic. Ihr Kurzfilm Buddie vs. The Barbies I zog die Aufmerksamkeit des Regisseurs Cameron Crowe auf sich, der ihn wirklich lustig fand. 2004 schrieb sie das Drehbuch zum Zombie-Film Pathogen. 2005 erhielt sie Gelder aus dem Texas Filmmakers Production Fund, um den Film fertigzustellen. 2009 erschien unter dem Titel Zombie Girl: The Movie eine Dokumentation über die Produktion ihres ersten Films Pathogen.
2011 erschien ihr Vampir-Film My Sucky Teen Romance, der mittels Crowdfunding finanziert wurde.
Sie schrieb das Drehbuch und führte Regie beim 2017 erschienenen Film Die Münzraub-AG.

## Filmografie
- 2006: Pathogen
- 2009: The Retelling
- 2011: My Sucky Teen Romance
- 2013: Chilling Visions: 5 Senses of Fear
- 2013: Grow Up, Tony Phillips
- 2017: Die Münzraub-AG (Coin Heist)